# Datta Dalvi
Datta Dalvi är en indisk lokalpolitiker tillhörande hindunationalistpartiet Shiv Sena. Dalvi, som bor i Kannamwar Nagar i stadsdelen Vikhroli, har varit motsvarande kommunfullmäktigeledamot i Bombay tre mandatperioder i rad. 18 februari 2005 valdes han till stadens borgmästare.
Efter valet förklarade Dalvi att hans viktigaste fråga var ett förbud mot plast, särskilt plastpåsar.